# Etmopterus benchleyi
Etmopterus benchleyi ist eine kleine Haiart aus der Familie der Laternenhaie (Etmopteridae), die an der Pazifikküste Mittelamerikas vorkommt. Die Art wurde erst im Jahr 2015 beschrieben und zu Ehren von Peter Benchley benannt, Autor des Romans „Der weiße Hai“ (Jaws).

## Merkmale
Das größte für die Erstbeschreibung von Etmopterus benchleyi untersuchte Weibchen hatte eine Länge von 51,5 cm, das größte Männchen war 32,5 cm lang aber noch nicht geschlechtsreif. Der Körper ist spindelförmig und wird zum Schwanz hin zunehmend schmaler. Der Kopf ist nicht abgeflacht. Die Schnauze ist kurz, das Maul breit und gebogen. Im Gebiss finden sich verschiedenartig ausgebildete Zahngruppen. Die Zähne im Oberkiefer haben eine einzelne mittige Spitze, die von 1 bis 2 Paaren kleiner Spitzen flankiert werden. Im Unterkiefer sind die Zähne von der Körpermitte weg zur Seite geneigt. Die Placoidschuppen sind kurz und schlank mit kleinen, hakenartigen, konischen Spitzen. Rund um die Augen und die Kiemenspalten sind die Schuppen dicht gepackt, rund um das Maul und unterhalb des Maules finden sich nur einzelne Schuppen. Unterhalb der zweiten Rückenflosse sind die Placoidschuppen unregelmäßig angeordnet. Beide Rückenflossen sind in etwa gleich groß, der Stachel der zweiten Rückenflosse ist aber im Durchschnitt doppelt (1,6 bis 2,3 mal) so hoch wie der Stachel der ersten. Der Abstand zwischen den zwei Rückenflossen beträgt etwa 20 % der Gesamtlänge der Fische.
Etmopterus benchleyi ist einheitlich schwarz gefärbt und auch die für die Laternenhaie namensgebenden Leuchtorgane sind farblich nicht abgesetzt. Nur die hinteren Ränder der Brust- und Rückenflossen sowie der Schwanzflosse sind unpigmentiert. Die Pupillen sind hellgrün.

## Lebensweise
Die Typusexemplare von Etmopterus benchleyi wurden am Kontinentalabhang in Tiefen von 836 bis 1443 Metern gefangen, wobei die größeren Exemplare in größeren Tiefen gefangen wurden als die kleineren. Im größten bisher untersuchten Weibchen fanden sich fünf Eier ohne erkennbare Embryonen mit Durchmessern von 2,5 bis 3,4 cm. Wie andere Laternenhaie ist Etmopterus benchleyi lebendgebärend (ovovivipar).

## Belege
1. 1 2 3  Vásquez, V.E., Ebert, D.A. & Long, D.J. (2015). Etmopterus benchleyi n. sp., a new lanternshark (Squaliformes: Etmopteridae) from the central eastern Pacific Ocean. Journal of the Ocean Science Foundation. 17: 43–55. PDF